# 関口勝利
関口 勝利（せきぐち かつとし）は、宗教法人世界真光文明教団の三代目教え主（教主）を務める。
・1939年　9月1日東京に生まれる
・1958年　開成高校卒業
・1962年　慶應義塾大学経済学部卒業
・1965年　サンフランシスコ州立大学卒業
・1993年　富士陽光学園富士コンピュータ専門学校 理事就任
・1994年　1月3日、父関口榮が昇天（二代世界真光文明教団教え主）、代表役員及び三代教え主に就任
　　　　　 1月6日、関口勝利にみ使いの神より啓示が下り神名「聖翔」と示される
・1996年　陽光美術館 理事長就任

## 著書
- 教育復興―共に学び、生きて死んでいる人よりも、死んでもなお生き続ける人になる [3]
- 誰にも代われない人生[4]
- 未来を変える道しるべ―輝ける明日のためにLife Renaissance[5]